# ホウトク!
『土曜イブニング・ニュース ホウトク!』（どようイブニング・ニュース ホウトク）は、2008年3月29日まで北陸放送（MROテレビ）で土曜夕方に放送されていたローカルニュース番組である。2006年3月までは『MROテレポート6』と『MRO NEWS ON 6』の土曜版が放送されていた18:00 - 18:30に放送されていたが、同年春の改編を機に17:30 - 18:00へ移動した。
TBS2008年春の改編で、同年4月5日から同時間帯で『報道特集NEXT』がスタートするのを受けて番組は終了した。

## キャスター
- 上坂典子（北陸放送出身のフリーアナウンサー）